# Edward Maynard

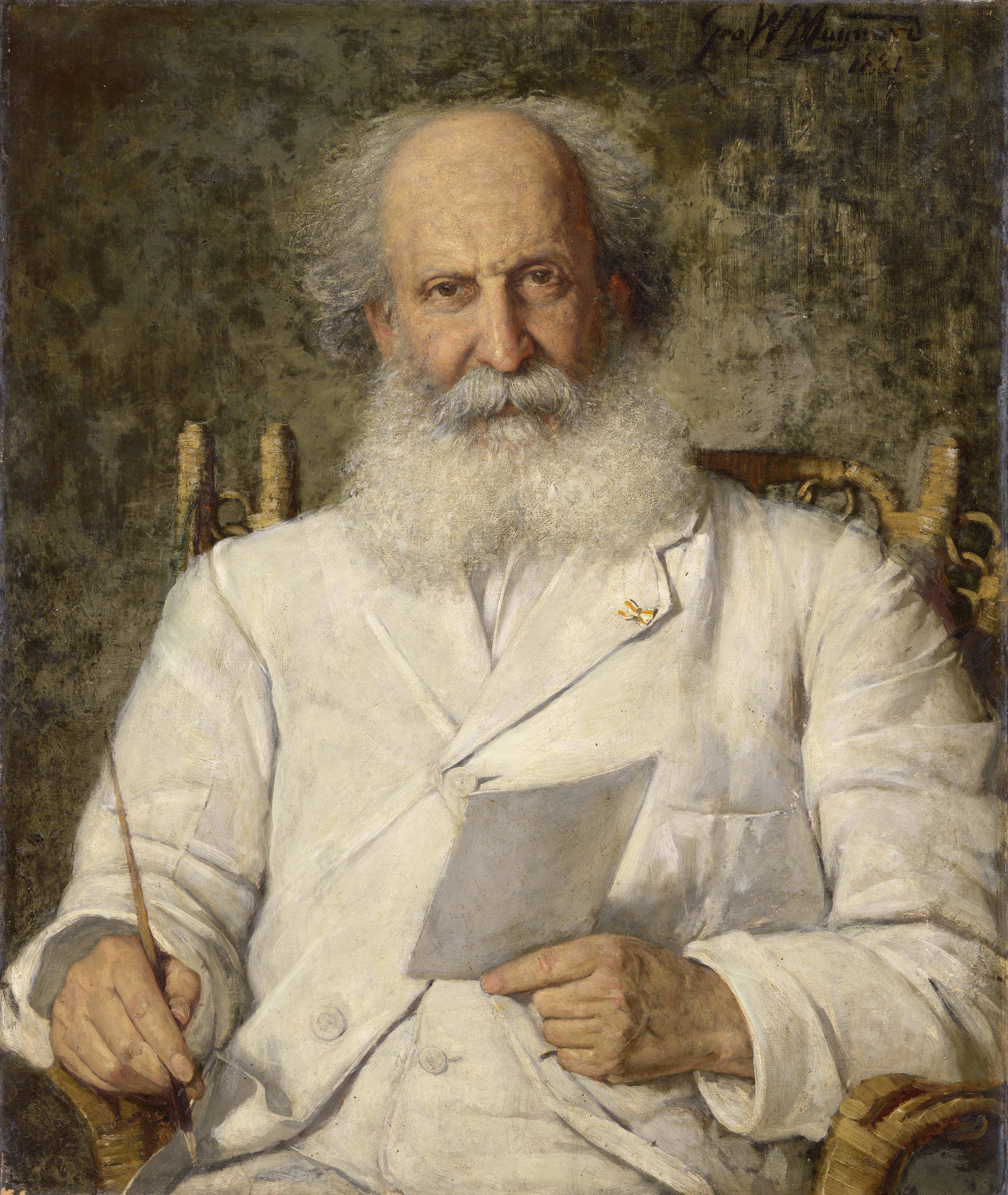
Edward Maynard im Jahre 1881, porträtiert von seinem Sohn George W. Maynard

Edward Maynard (* 26. April 1813 in Madison (New York); † 4. Mai 1891) war ein US-amerikanischer Zahnarzt und Erfinder insbesondere im Umfeld von Schusswaffen.

## Leben und Wirken

### Ausbildung
Von seinem Vater, der als Major der New York State Militia am Britisch-Amerikanischen Krieg teilnahm, übernahm er das Interesse am Militär. Mit Hilfe des Politikers DeWitt Clinton, der ein Freund von Maynards Vater war, schrieb er sich im Jahre 1831 auf der United States Military Academy ein. Wegen gesundheitlicher Probleme musste er allerdings nach nur einem Semester abbrechen und begann zunächst Architektur und Bauingenieurwesen zu studieren. Er orientierte aber dann seine berufliche Karriere neu und wurde im Jahre 1835 Zahnarzt und eröffnete ein Jahr später in Washington, D.C. eine Praxis.

### Zahnarzt
Im Jahre 1838 entwickelte er eine Methode zur Wurzelkanalbehandlung, bei der er den Wurzelkanal mit Goldfolie füllte. Als geschickter Handwerker stellte er sein Dentalwerkzeug zum Teil selbst her. So entwickelte er die Exstirpationsnadel.
Mit der Zeit wurde er zu einem der bekanntesten Zahnarzt der Vereinigten Staaten. Seine Praxis lag in der Nähe des Weißen Hauses. Zu seinen Patienten gehörten viele einflussreiche Personen wie US-Präsidenten, Kongressabgeordnete, hochrangige Militärs und ausländische Botschafter.
1845 ging Maynard nach Europa um als Zahnarzt zu praktizieren. Auch dort behandelte er viele einflussreiche Personen. Er war dabei so erfolgreich, dass der Russische Zar Nikolaus I. ihm eine Anstellung als Hofzahnarzt anbot. Die Anstellung war mit einem großzügigen Gehalt und verbunden, doch Maynard lehnte ab. Trotzdem beschenkte ihn der Zar mit einem Diamantring. König von Preußen verlieh ihm den Roter Adlerorden und auch Schweden ehrte ihn.
1846 stellte er am Baltimore College of Dental Surgery seiner Forschungen zur verschiedenen Formen der Kieferhöhle. In den Jahren 1856–1860 war er Professor für Zahnheilkunde an der Baltimore College of Dental Surgery und 1887–1889 an der University of Washington.
Maynard war die treibende Kraft hinter der Idee auch Zahnärzte in die Militärmedizin einzugliedern. Er nutzte seine persönlichen Kontakte zu Präsident Millard Fillmore und Kriegsminister Jefferson Davis um das Kriegsministerium der Vereinigten Staaten davon zu überzeugen. Sein Anliegen wurde jedoch erst nach seinem Tod realisiert.
1890 zog er sich von der Zahnarzttätigkeit zurück. Er empfahl seine Patienten an seinen Sohn John, der ebenfalls Zahnarzt wurde und eine Praxis in New York City hatte.

### Erfinder

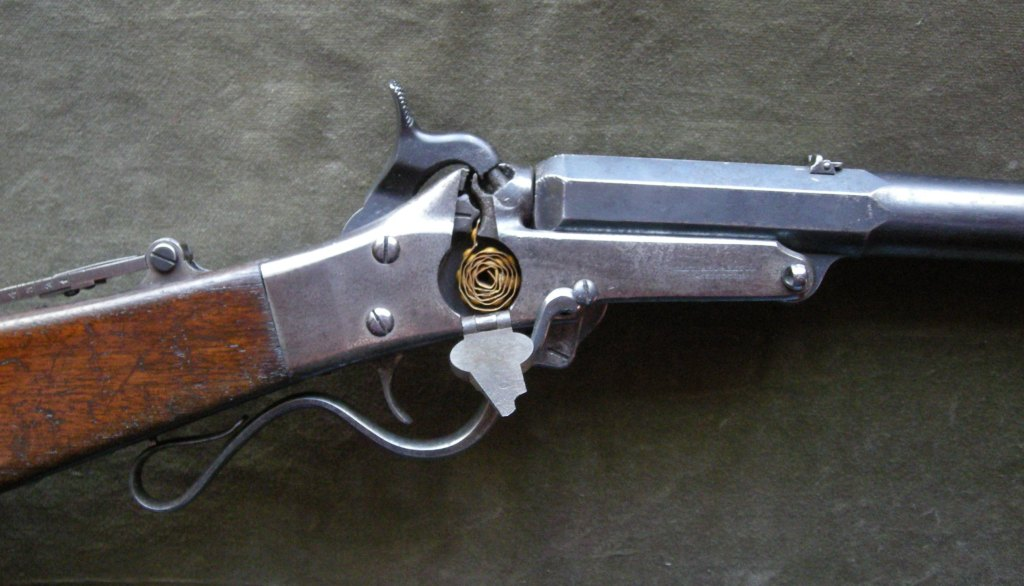
Maynard-Karabiner mit Maynards Zündstreifen-Zündung

Maynard war ein sehr produktiver Erfinder mit über 30 erteilten Patenten. Darunter war z. B. eine Federung, ein Kultivator oder Telegrafenkabel.
Im Bereich der Schusswaffen hat Maynard 23 Patente eingereicht. Er patentierte 1845 mit der Zündstreifenzündung eine Variante des Perkussionsschlosses. Seine guten Kontakte zum Kriegsminister Jefferson Davis halfen bei der Vermarktung der Zündsystems. Die US-Regierung lizenzierte das Patent mit $1 pro damit ausgestattete Waffe. Unter kontrollierten Bedingungen und bei trockener Witterung zeigte das Zündsystem durchaus Vorteile. Unter realen militärischen Bedingungen funktionierte das Zündsystem allerdings nicht zuverlässig genug und wurde verworfen.
1851 patentierte das von ihm entwickelte Systems des Hinterladergewehres, sein Maynard-Karabiner baute auf diesen zwei Patenten auf. Im April 1857 gründete Maynard mit seinen Geldgebern in Washington D.C. die Maynard Arms Company. Er ließ die Waffen von der Massachusetts Arms Company sowohl für den zivilen wie militärischen Markt fertigen. Beim zweiten Modell des Karabiners wurde auf die Zündbandzündung verzichtet und ein konventionelles Perkussionsschloss verwendet. Die Waffe war recht erfolgreich und wurde auch nach dem Sezessionskrieg für den privaten Markt bis 1890 produziert.

### Privates

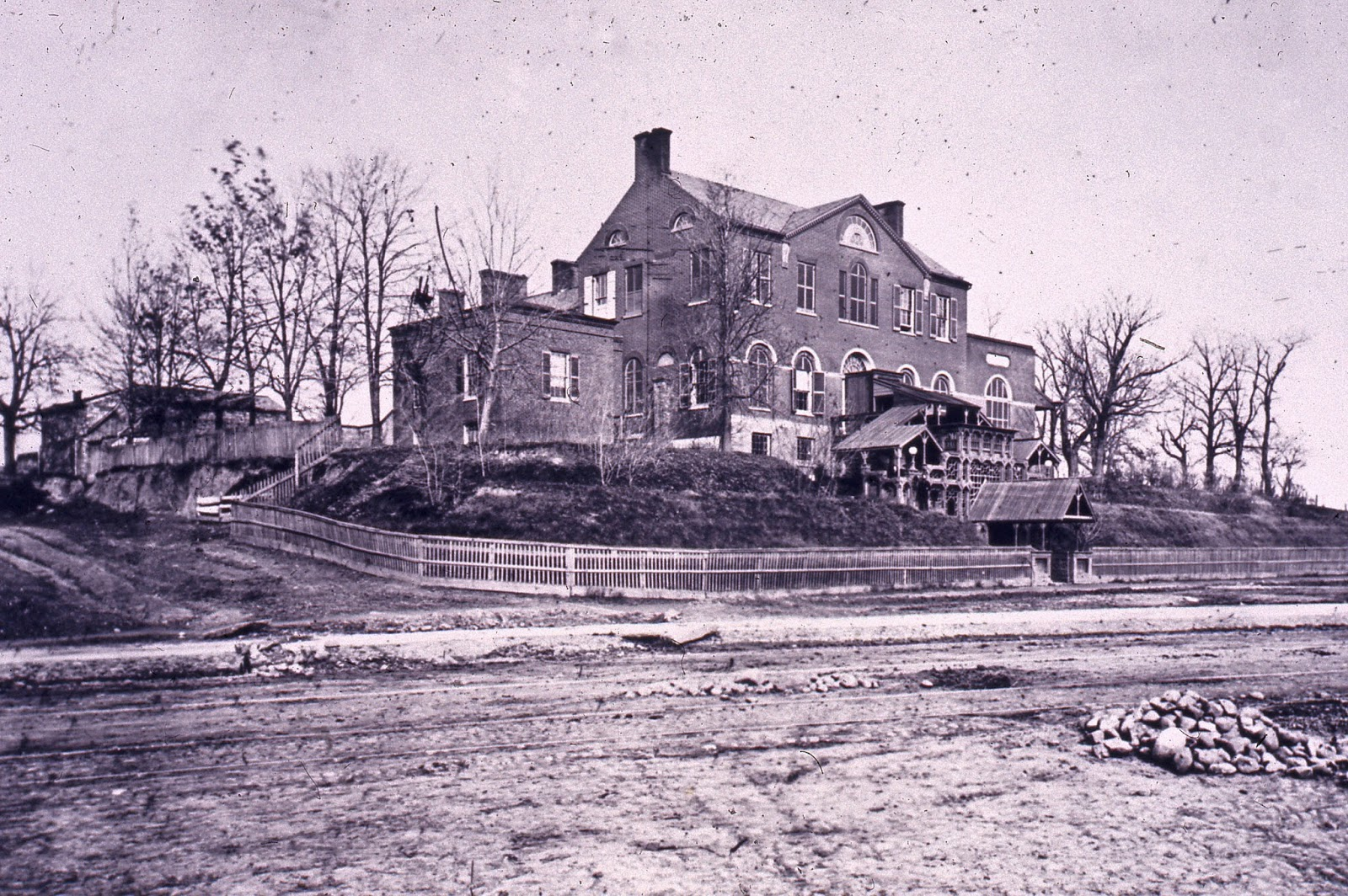
Maynards Anwesen in Washington D.C., etwa 1860

Maynard war auch künstlerisch interessiert, so in Holzschnitzen und Zeichnen. Von dem Columbia College wurde ihm der Ehrentitel Master of Arts verliehen.
In den 1850ern erwarb Maynard ein großes Anwesen in Washington D.C. Später vermietete und dann verkaufte er es im Jahre 1872 an das Krankenhaus Columbia Hospital for Women.
Maynard heiratete Ella Sophia Doty im Jahre 1838. Das Paar hatte sieben Kinder; zwei Jungen und fünf Mädchen. Darunter war George Willougby Maynard, der ein bekannter Künstler wurde. Seine Frau Ella starb am 2. Oktober 1863. Maynard heiratete Nellie Long im Jahre 1869. Am 4. Mai 1891 starb er an einer Nierenerkrankung.

## Patente (Auswahl)
- Patent  US4208A: Priming-Cock. Veröffentlicht am 22. September 1845, Erfinder: Edward Maynard.‌
- Patent  US8126A: Breech-Loading Fire-Arm. Veröffentlicht am 27. Mai 1851, Erfinder: Edward Maynard.‌
- Patent  US22922A: Electrical conductor. Veröffentlicht am 8. Februar 1859, Erfinder: Edward Maynard.‌
- Patent  US15141A: Improvement in Cartridges. Veröffentlicht am 17. Juni 1856, Erfinder: Edward Maynard.‌

- Patent  US16691A: Calks for horseshoes. Veröffentlicht am 24. Februar 1857, Erfinder: Edward Maynard.‌

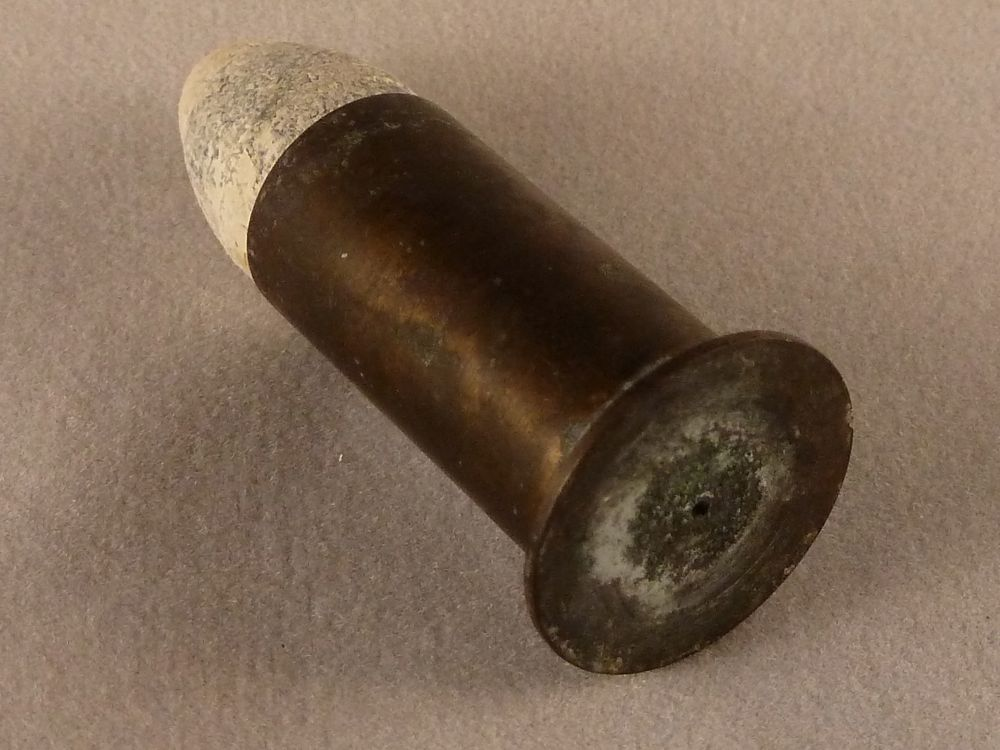
Kaliber .52 Maynard-Patronenhülse nach Patent-Nummer US22565A

- Patent  US22565A: Improvement in metallic Cartidge Cases. Veröffentlicht am 11. Januar 1859, Erfinder: Edward Maynard.‌
- Patent  US25663A: Back Sight for Firearm. Veröffentlicht am 4. Oktober 1859, Erfinder: Edward Maynard.‌
- Patent  US25664A: Nipple for Fire-Arms. Veröffentlicht am 4. Oktober 1859, Erfinder: Edward Maynard.‌
- Patent  US26364A: Improvement in Breech-Loading Fire-Arms. Veröffentlicht am 6. Dezember 1859, Erfinder: Edward Maynard.‌
- Patent  US30537A: Breech-Loading Fire-Arm. Veröffentlicht am 30. Oktober 1860, Erfinder: Edward Maynard.‌
- Patent  US48423A: Breech-Loading Fire-Arm. Veröffentlicht am 27. Juni 1865, Erfinder: Edward Maynard.‌
- Patent  US48966A: Improvement in Cartridge-Retractors for Breech-Loading Fire-Arm. Veröffentlicht am 25. Juli 1865, Erfinder: Edward Maynard.‌
- Patent  US49130A: Improvement in Breech-Loading Fire-Arm. Veröffentlicht am 1. August 1865, Erfinder: Edward Maynard.‌
- Patent  US83194A: Double Barrelled Fire-Arm. Veröffentlicht am 20. Oktober 1868, Erfinder: Edward Maynard.‌
- Patent  US86173A: Ball and Socket Joint. Veröffentlicht am 26. Januar 1869, Erfinder: Edward Maynard.‌
- Patent  US86566A: Breech-Loading Fire-Arm. Veröffentlicht am 2. Februar 1869, Erfinder: Edward Maynard.‌
- Patent  US56967A: Eyeglass. Veröffentlicht am 7. August 1866, Erfinder: Edward Maynard.‌
- Patent  US135928A: Breech-Loading Fire-Arms. Veröffentlicht am 18. Februar 1873, Erfinder: Edward Maynard.‌
- Patent  US343471A: Cartridge Index for Magazine Guns. Veröffentlicht am 8. Juni 1886, Erfinder: Edward Maynard.‌